# Hedrehely
Hedrehely es un pueblo ubicado en el distrito de Kaposvár, en el condado de Somogy, Hungría.

## Superficie
Posee una superficie de 25,51 kilómetros cuadrados.

## Demografía
Hasta 2019 la población era de 333 habitantes, con una densidad de población de 13,05 habitantes por kilómetro cuadrado.